# Ripatransone

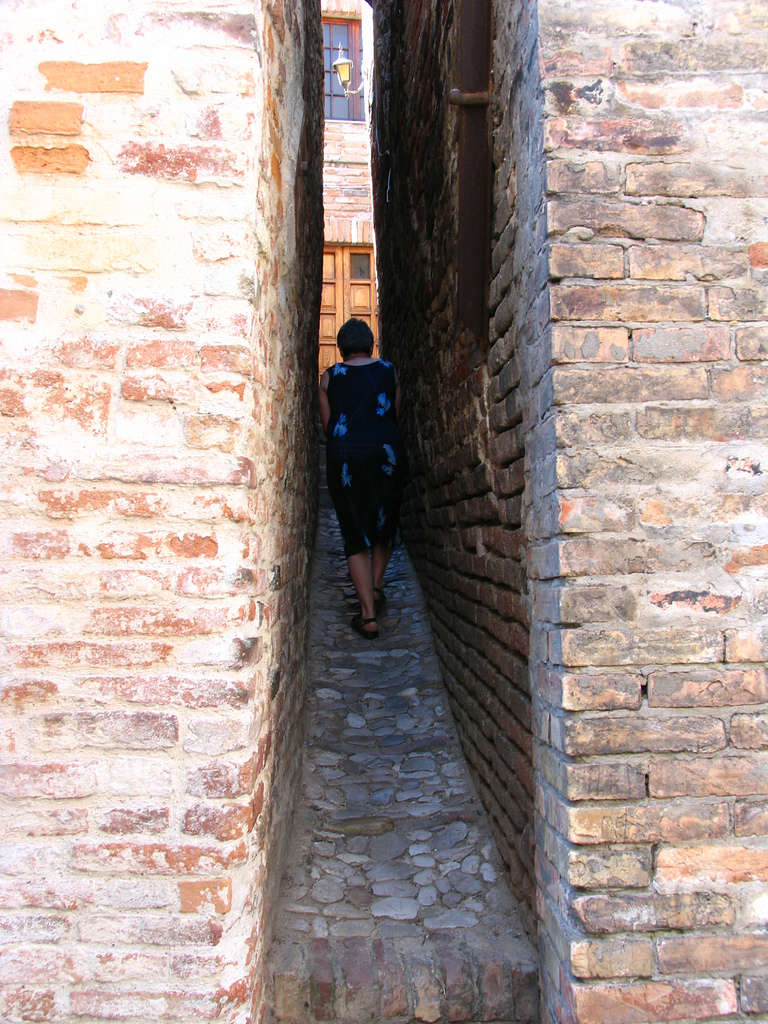
„Najwęższa ulica Włoch”

Ripatransone – miejscowość i gmina we Włoszech, w regionie Marche, w prowincji Ascoli Piceno.
Według danych na styczeń 2009 gminę zamieszkiwało 4401 osób przy gęstości zaludnienia 59,3 os./1 km².
W Ripatransone znajduje się najwęższa ulica Włoch – ma jedynie 43 cm, 38 cm w miejscu najwęższym. Miejscowość słynie z hucznych obchodów najważniejszego święta w roku, obchodzonego tradycyjnie od 10 maja 1682, zawsze w pierwszą niedzielę po Wielkanocy, zwanego potocznie „ognistym koniem” (il Cavallo di fuoco, w dialekcie lokalnym lu Cavalla dë fuoca), a słynącego ze spektakularnych pokazów pirotechnicznych.

## Współpraca
- Sapri, Włochy
- Zakintos, Grecja